# Сумский Посад (станция)
Су́мский Поса́д, Сумпосад — железнодорожная станция 3-го класса Петрозаводского региона Октябрьской железной дороги. Находится в одноимённом населённом пункте Сумский Посад в составе Сумпосадского сельского поселения Беломорского района Республики Карелия.
Расстояние до узловых станций (в километрах): Маленьга — 71, Беломорск — 57.

## Общие сведения
Станция Сумский Посад расположена на линии Беломорск—Обозерская, между станциями Вирма и Тегозеро, в 43 километрах от Беломорска. Станция открыта в 1941 году, получив название от расположенного севернее одноимённого поморского села.
К станции подходит дорога регионального значения (идентификационный номер 86К-34) «Сумпосад-вокзал» протяжённостью около 0,8 км

## Пассажирское сообщение

### Пригородные поезда
| № поезда | Маршрут движения | № поезда | Маршрут движения |
| -------- | ---------------- | -------- | ---------------- |
| 6613     | Кемь — Маленьга  | 6614     | Маленьга — Кемь  |
| 6601     | Кемь — Маленьга  | 6602     | Маленьга — Кемь  |